# A Lama
A Lama est une commune de la province de Pontevedra en Espagne située dans la communauté autonome de Galice.